# Airaldo
Airaldo (... – San Giovanni di Moriana, 2 gennaio 1146) è stato vescovo cattolico certosino di Moriana. Il suo culto come beato è stato confermato da papa Pio IX nel 1863. Il suo elogio si legge nel martirologio romano al 2 gennaio col titolo di santo.

## Biografia
Secondo una tradizione a cui dà credito anche papa Pio IX nel decreto di conferma del culto, era figlio di Guglielmo I di Borgogna e fratello di papa Callisto II.
Prima di essere eletto vescovo di Moriana, sarebbe stato monaco nella certosa di Portes; secondo altri autori, sarebbe stato decano di Sant'Andrea a Grenoble, collaboratore del vescovo Ugo, che sostenne san Bruno nella fondazione del suo monastero, e sarebbe diventato certosino dopo aver rinunciato all'episcopato.
Da vescovo compose il conflitto tra l'abate di San Maurizio d'Agaune e alcuni signori vicini (18 marzo 1138); fu poi testimone dell'atto di rinuncia di Amedeo III alla prepositura di San Maurizio d'Agaune (1143) e ottenne da papa Eugenio III la soppressione della dignità di prevosto del capitolo della sua cattedrale.
O durante il suo vescovato, o durante quello del suo successore i Savoia rinunciarono al diritto di spolio, e cioè di impradonirsi dei beni del vescovo alla sua morte .

## Il culto
Fu sepolto inizialmente nella certosa di Portes e il suo corpo fu poi traslato nella cattedrale di Moriana. Furono fatte varie recognizioni delle sue reliquie, l'ultima delle quali sotto l'episcopato di Carlo Giuseppe Filippa della Martiniana: i suoi resti andarono dispersi durante la Rivoluzione francese.
Papa Pio IX, con decreto dell'8 gennaio 1863, ne confermò il culto con il titolo di beato.
Il suo elogio si legge nel martirologio romano al 2 gennaio col titolo di santo.